# Frej Larsson
Frej Robin Larsson, född den 9 september 1983, är en svensk musiker och rappare från Ronneby.

## Biografi
Larsson är känd som medlem i bland annat Slagsmålsklubben, Maskinen, Far & Son, Chechen och Offerprästers orkester, och är även en av ägarna till skivbolaget Djur and Mir. Larsson driver Goldenbest Records. där bland annat Den svenska björnstammen, Joy Mbatha och Movits! är kontrakterade. Han var med och skapade 50 Hertz.

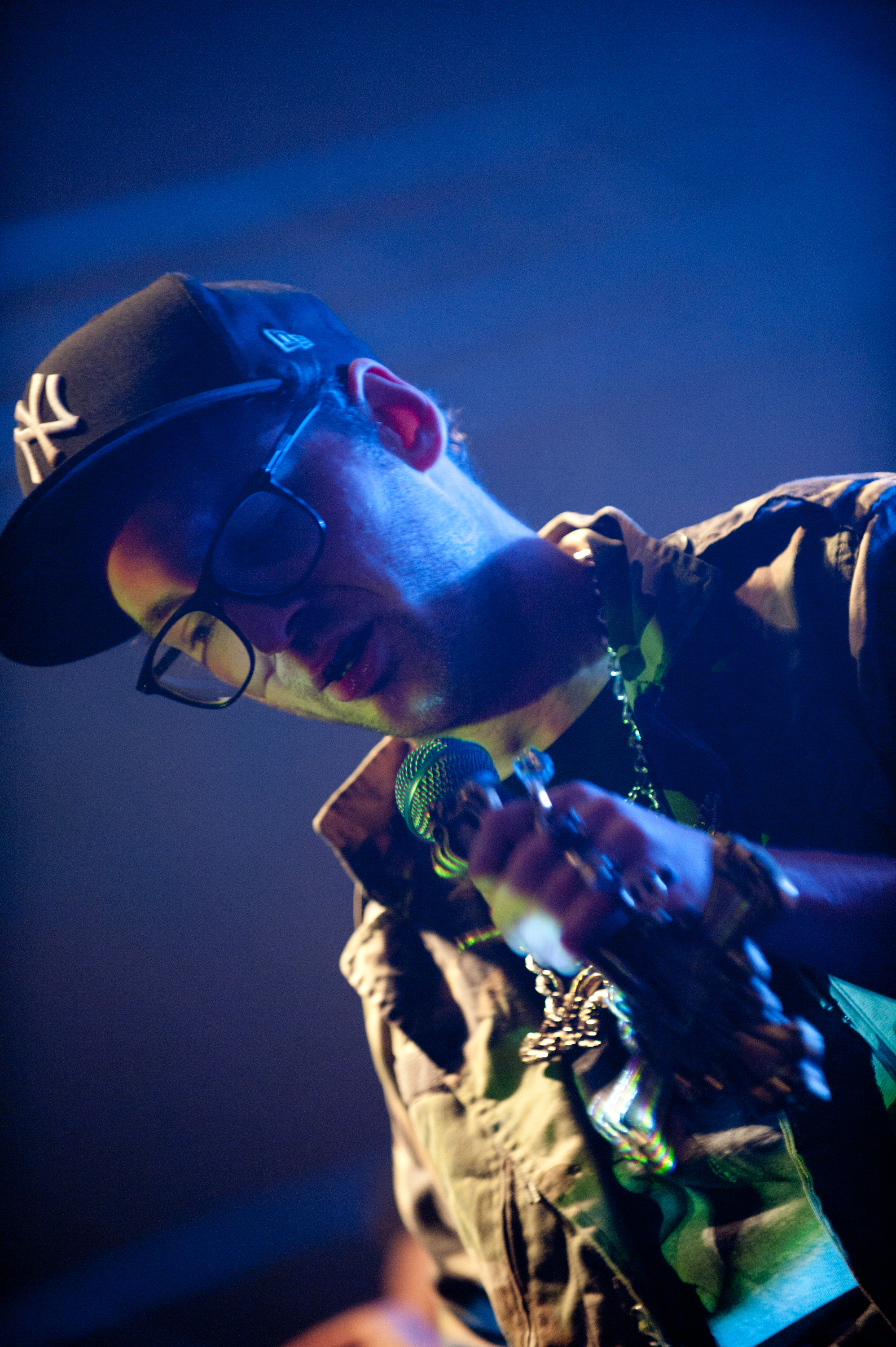
Frej Larsson med Maskinen på Hultsfredsfestivalen 2011.

Tillsammans med Joy framför han låten "Mitt team" som är skriven av Max Martin och Shellback som var den officiella svenska låten vid EM i fotboll 2016.
Första singeln för 2017 är "Fate Womala", ett samarbete med Muhammed Faal och senegalesiska Aida Samb. Senare under året kom EP:n "Bland streckgubbar och linjemän".
År 2018 gav han ut självbiografin Fifty Shades of Frej.
Podcasten Halv Borta Hos Mig skapade han tillsammans med Malin Edvardsen. Den säger sig innehålla "samhällsinformation" och fokus ligger på Sveriges "utdaterade drogpolitik", skadereduktion och positiva drogperspektiv. Mellan mars 2019 och augusti 2020 utgavs 31 avsnitt. 

## Diskografi[7]
| Band                                    | Titel                           | Datum | Sverigetopplistan |
| --------------------------------------- | ------------------------------- | ----- | ----------------- |
| Slagsmålsklubben                        | Den Svenske Disco               | 2003  | -                 |
| Slagsmålsklubben                        | Sagan om Konungens Årsinkomst   | 2004  | -                 |
| Slagsmålsklubben                        | Hit Me Hard                     | 2004  | -                 |
| Slagsmålsklubben                        | Boss For Leader                 | 2007  | 3                 |
| Maskinen                                | Boys II Men                     | 2009  | 40                |
| Far & Son                               | The Sushi USB EP                | 2012  | -                 |
| Maskinen                                | Framgång & Efterfrågan          | 2012  | 25                |
| Slagsmålsklubben                        | The Garage                      | 2012  | -                 |
| Slagsmålsklubben                        | Snälla TV plz                   | 2012  | -                 |
| Far & Son                               | Inte inför barnen!              | 2014  | -                 |
| Maskinen                                | Stora Fötter Stora Skor         | 2015  | -                 |
| Far & Son                               | Nya Friska Tag                  | 2015  | -                 |
| Frej Larsson                            | Livin La Vida Larsson           | 2016  | -                 |
| Frej Larsson & ODZ                      | Bland streckgubbar och linjemän | 2017  | -                 |
| Frej Larsson                            | Här förändras ingenting         | 2018  |                   |
| Frej Larson & ODZ                       | Ketamina Ballerina              | 2018  |                   |
| Frej Larsson & andra                    | Hot mot tjänsteman              | 2018  |                   |
| Frej Larsson, Young Earth Sauce & andra | Uzi Bitch                       | 2018  |                   |
| Frej Larsson & Young Earth Sauce        | Metro Rapid                     | 2019  |                   |
| Frej Larsson & ODZ                      | Barnavårdscentralen             | 2019  | -                 |
| Frej Larsson                            | Polisförhör                     | 2020  | -                 |
| Frej Larsson                            | Leavin La Vida Larsson          | 2020  |                   |
| Frej Larsson, Young Earth Sauce & andra | Selfie                          | 2022  |                   |
| Frej Larsson & andra                    | Världskrig                      | 2022  |                   |
| Frej Larsson, Denis Alic & andra        | Bagdad livs                     | 2023  |                   |

## Singlar[7]
| Artister                                       |  | Titel                    | Datum |
| ---------------------------------------------- |  | ------------------------ | ----- |
| Frej Larsson & Joy                             |  | Jag Går Med På Allt      | 2015  |
| Frej Larsson, Joe Davolaz & Simon Gärdenfors   |  | Dubbel Margarita         | 2016  |
| Frej Larsson & Joy                             |  | Mitt Team                | 2016  |
| Frej Larsson & Bud Stankz                      |  | 1F344 på en Wednesday    | 2017  |
| Frej Larsson, Young Earth Sauce & Prins Daniel |  | Martin Timell            | 2017  |
| Frej Larsson, Young Earth Sauce & ODZ          |  | ANNA BOOK                | 2019  |
| Frej Larsson, Young Earth Sauce & Fatmax Gsus  |  | Coola Kids Kan Aldrig Dö | 2019  |
| Frej Larsson & Young Earth Sauce               |  | Kärleken Övervinner Allt | 2019  |
| Frej Larsson                                   |  | Snutjävlar               | 2019  |
| Frej Larsson & Robin Yaas                      |  | Kingen                   | 2020  |
| Frej Larsson & Young Earth Sauce               |  | Perfekt Dag              | 2020  |
| Frej Larsson, Young Earth Sauce & ODZ          |  | Skogen                   | 2020  |